# Глазго Уорриорз
«Глазго Уорриорз» (англ. Glasgow Warriors — «Воины Глазго», в разные годы также носил названия «Глазго Рагби» и «Глазго Каледонианс») — шотландский профессиональный регбийный клуб, выступающий в чемпионате Про12 и турнирах EPCR. «Уорриорз» проводят домашние матчи на стадионе «Скотстаун Стэдиум», вмещающем чуть менее десяти тысяч человек. Клуб ведёт историю с 1872 года, когда была основана любительская команда «Глазго Дистрикт», однако в современном виде «Глазго Уорриорз» основан в 1996 году.
Особое место в истории команды занимает противостояние с принципиальным соперником — «Эдинбургом» — c 2007 года матчи между этими командами называются Кубком 1872 года. В 2015 году клуб одержал победу над «Манстером» в гранд-финале Про12, тем самым завоевав первый клубный трофей для шотландского регби в профессиональную эпоху.

## История

### Любительская эпоха
Любительский клуб «Глазго Дистрикт» был основан в 1872 году, чтобы сыграть против соперников из «Эдинбург Дистрикт». Регбийные правила в то время были ещё окончательно не установлены, поэтому 23 ноября 1872 года на поле от каждой команды было по 20 человек, а сама игра была разделена на четверти по 20 минут. «Эдинбург» забил один дроп-гол, «Глазго» результативными действиями не отметился, и таким образом столичные спортсмены стали победителями первого межрегионального матча в истории регби.
До середины XX века каждый декабрь игроков из Глазго и округи собирали в одну команду, чтобы провести матч против «Эдинбурга». В послевоенные годы из-за снижения результатов национальной сборной Шотландский регбийный союз в 1953 году принял решение о создании Межрегионального чемпионата страны, в котором помимо регбистов из двух крупнейших регионов страны стали выступать спортсмены из Южной Шотландии (преимущественно из региона Бордерс, где регби было особенно популярно) и с севера страны (игроки набирались из клубов севернее Стерлинга). За любительскую эпоху «Глазго» побеждал в чемпионате лишь трижды — в сезонах 1955/56, 1973/74 и 1989/90.

### Профессиональная эпоха
Первые годы
В 1995 году Международный совет регби снял все ограничения по оплате труда, сделав этот вид спорта профессиональным. После этого в Шотландском регбийном союзе стало всерьёз обсуждаться будущее регби в стране. В том же году организация Европейский кубок регби пригласила шотландцев участвовать в континентальном турнире Кубке Хейнекен. Шотландский регбийный союз принял решение реформировать клубную систему, создав четыре профессиональных клуба на базе существовавших любительских команд в разных регионах страны. Помимо «Глазго» и «Эдинбурга» были созданы «Бордер Рейверс» и «Каледониа Редс». В сезоне 1995/96 команда «Глазго» заняла последнее место в Межрегиональном чемпионате и в первом сезоне выступила в Европейском кубке вызова, где заняла предпоследнее место в группе, проиграв четыре матча из пяти. Первая победа на европейской арене была одержана над валлийским «Ньюбриджем». В Кубке Хейнекен команда дебютировала в сезоне 1997/98. «Воины» заняли в группе второе место и попали в отборочный матч за право попадания в четвертьфинал, в котором проиграли «Лестер Тайгерс» с разгромным счётом 90:19.
Через некоторое время Шотландский регбийный союз начал испытывать финансовые проблемы, отчасти связанные с реконструкцией стадиона «Мюррейфилд». Чиновники приняли решение о сокращении числа клубов, поддерживаемых организацией. В 1998 году «Глазго» объединился с командой «Каледониа Редс», новый клуб получил имя «Глазго Каледонианс»; «Эдинбург», в свою очередь, объединили с «Бордер Рейверс»; новая команда стала называться «Эдинбург Рейверс». В последующие два года Межрегиональный чемпионат сводился к противостоянию этих двух команд, а в 2000 году «Глазго» выиграл турнир в первый и последний раз в качестве профессионального клуба. В 1999 году была создана общая Валлийско-шотландская лига. По сути, новый турнир стал открытым чемпионатом Уэльса: в чемпионате играли всего две шотландские команды. За три сезона существования чемпионата шотландские команды не добились значимых результатов, занимая места в середине таблицы.
В 2001 году «Глазго» избавился от постфикса и стал известен просто как «Глазго Рагби», а осенью того же года стартовала Кельтская лига, в которой приняли участие ирландские команды. В первом же сезоне нового турнира «Глазго» сумел выйти в плей-офф, где в четвертьфинале со счётом 29:34 обыграл «Коннахт», а в полуфинале потерпел поражение от другого ирландского клуба — «Ленстера» (35:13). В 2002 году Шотландский регбийный союз возродил «Бордер Рейверс» и, благодаря относительно короткому сезону Кельтской лиги, провёл последний Межрегиональный чемпионат, в котором «Глазго» занял последнее место. В том же сезоне клуб вновь вышел в четвертьфинал Кельтской лиги, где проиграл «Ольстеру» со счётом 17:20.

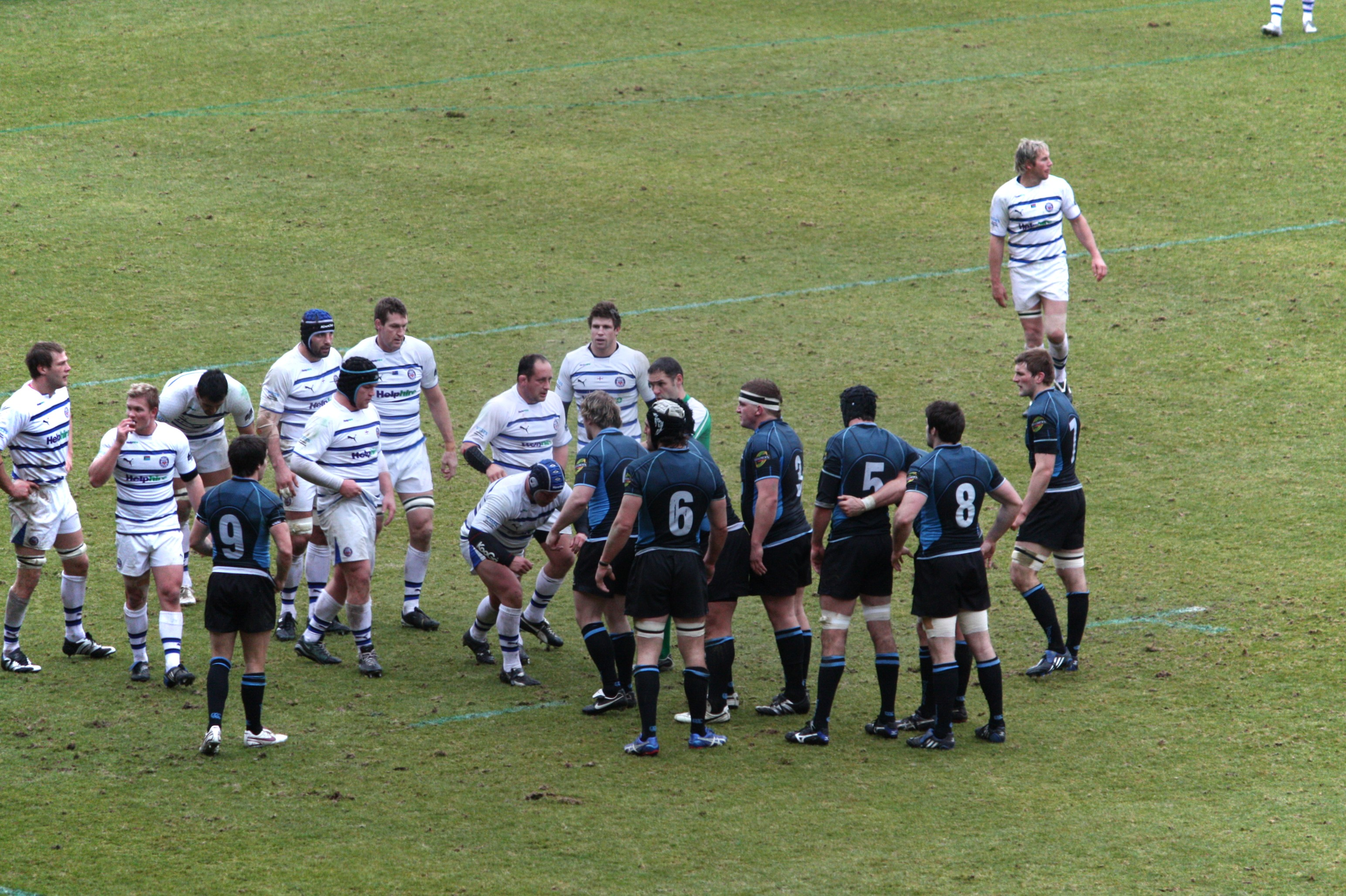
Нападающие «Глазго Уорриорз» (в синей форме) готовятся к схватке с соперниками из «Бата», 2008 год.

Перед сезоном 2005/06 регбийный союз вновь переименовал команду, и клуб стал называться «Глазго Уорриорз». В сезоне 2006/07 «воины» впервые с 1997 года вышли в плей-офф континентального турнира. В четвертьфинале Кубка вызова «Глазго» проиграл «Сарацинам» со счётом 23:19; английский клуб сумел одержать победу во многом из-за жёлтой карточки Джона Барклая, который спровоцировал драку на поле. В 2007 году Шотландский регбийный союз расформировал «Бордер Рейверс», и бывшие игроки клуба распределились главным образом между двумя оставшимися шотландскими командами. Наиболее опытные и перспективные регбисты, в том числе уже имевшие опыт выступления в Кубке Хейнекен и сборной Шотландии, перешли в состав «Уорриорз». Среди них были такие игроки как Келли Браун, Ричи Вернон и Эд Калман, которые вместе с капитаном команды локом Алистером Келлоком, фланкерами Барклаем и Битти образовали мощную группу игроков в нападении.
Улучшение результатов (2009—2014)
Приход качественных игроков международного уровня не мог не повлиять на результаты команды. В сезоне 2008/09 «Уорриорз» заняли в Кельтской лиги лишь 7-е место из 10. Однако уже в следующем году, когда команда пополнилась ещё несколькими примечательными игроками, например Ричи Греем, Крисом Казитером и Даниэлем Ван дер Мерве, «Воины» сумели занять третью строчку в регулярной части чемпионата и обеспечить себе место в плей-офф. В полуфинале команда встретилась с «Оспрейз» и проиграла будущим чемпионам со счётом 20:5. Одной из главных причин стали неудачные действия Killer Bs — третьей линии «Уорриорз» Барклай-Битти-Браун — и точность бьющего валлийского клуба Дэна Биггара. Сразу три игрока «Уорриорз» попали в состав Команды сезона — ими стали Эл Келлок, Джон Барклай и Дэн Паркс.
Сезон 2010/11 стал одним из наиболее разочаровывающих за всю историю выступлений «Глазго Уорриорз». Клуб занял 11-е место из 12, пропустив вперёд «Бенеттон», который проводил в турнире дебютный сезон. Неудачу шотландцев объяснили травмами ключевых игроков клуба и национальной сборной. Утешительным призом для команды стала победа в Кубке 1872 года с общим счётом после двух матчей 47:46. Несмотря на плохие результаты клуба, лок Ричи Грей попал в Команду сезона Кельтской лиги.
В 2011 году Кельтская лига была переименована в Про12. По итогам регулярной части чемпионата «Воины» заняли четвёртое место и получили право сыграть в плей-офф. Клуб начал борьбу за победу в турнире матчем против «Ленстера» на «РДС Арене» в Дублине. Шотландцы сумели оказать сопернику сопротивление, занесли две попытки в конце матча (отметились Дуги Холл и Стюарт Хогг), однако этого не хватило для победы (19:15). «Воины» также показали неплохие результаты на европейской арене — команда заняла вторую позицию в группе (снова позади «Ленстера»), которая, однако, не позволяла продолжить выступления в играх плей-офф. Кроме того, регбисты из Глазго стали слабейшей командой среди занявших второе место, поэтому шотландцы упустили возможность продолжить сезон и в Европейском кубке вызова.
Летом 2012 года «Уорриорз» переехали со старой арены «Фёрхилл» на «Скотстаун Стэдиум». До этого новый стадион использовался в качестве тренировочной базы. Первый матч на «Скотстауне» «Воины» провели уже в начале сентября, но проиграли «Скарлетс» со счётом 13:18. После Рождества шотландцы провели пять игр подряд, в которых набрали максимально возможное количество очков (по четыре за победу и по одному за 4 занесённые попытки), что в конце регулярного сезона позволило им занять третье место и вновь выйти в плей-офф Про12. В полуфинале «Уорриорз» вновь встретились с «Ленстером» и снова проиграли, на этот раз сократив разрыв всего лишь до двух очков (17:15). В целом в этом сезоне команда показала атакующую игру — «Воины» занесли 66 попыток, что стало третьим результатом в истории турнира. В Команду сезона попали сразу четверо игроков — Райан Грант, Эл Келлок, Никола Матавалу и Стюарт Хогг.

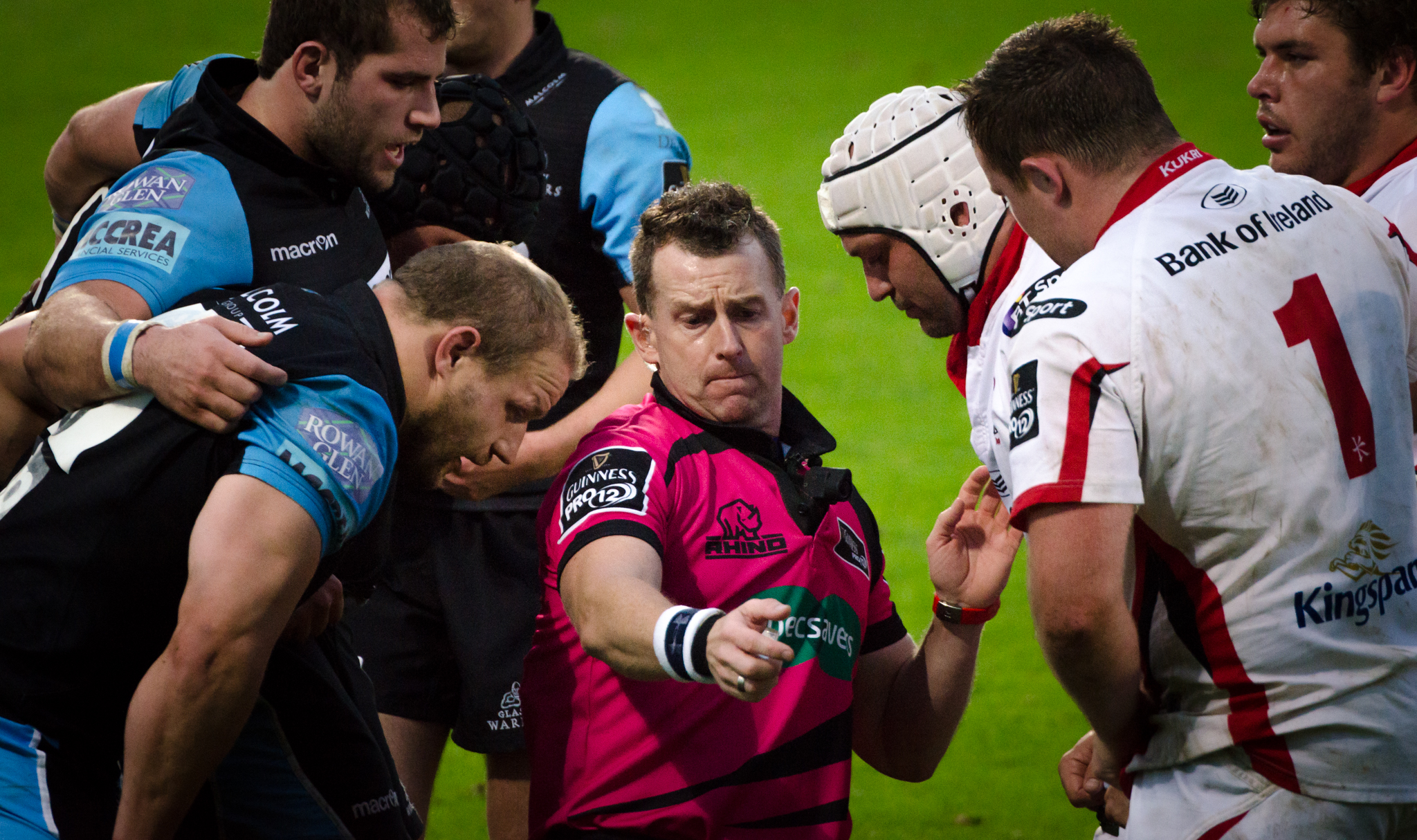
Противостояние регбистов «Глазго Уорриорз» (слева) и «Ольстера», 2014 год.

Первое шотландское чемпионство (2013—н. в.)
Сезон 2013/14 стал весьма удачным для «Глазго». Хотя шотландцы не сумели составить конкуренцию фаворитам на европейской арене (последнее место в группе с «Тулоном», «Кардифф Блюз» и «Эксетер Чифс»), в Про12 результаты по сравнению с предыдущим розыгрышем значительно улучшились. «Уорриорз» проиграли всего 4 матча, а во второй половине сезона провели восьмиматчевую победную серию. Шотландцы заняли второе место и попали в полуфинал, где встретились с «Манстером». На глазах у заполненного «Скотстауна» «Воины» с трудом одолели «Красную армию» со счётом 16:15 и впервые в своей истории вышли в гранд-финал Про12. В решающем матче регбисты из Глазго сыграли с «Ленстером», который два предыдущих года останавливал шотландцев в шаге от финала. «Уорриорз» ничего не сумели противопоставить ирландцам и проиграли 34:12. В том же году регбистов «Глазго Уорриорз» пригласили поучаствовать в Melrose Sevens, старейшем турнире по регби-7, в финале которого они обыграли «Эдинбург Академикал».
2015 год стал знаковым для «Глазго Уорриорз». Не потерпев в домашних стенах ни одного поражения и впервые в истории заняв в таблице первое место, шотландцы получили право сыграть в полуфинале в родных стенах. В полуфинале «Воины» попали на «Ольстер», который занял четвёртое место в Про12. За четыре минуты до конца матча «Уорриорз» проигрывали 9:14, однако попытка Даниэля ван дер Мерве и реализация Финна Рассела обеспечили выход команды в гранд-финал второй год подряд. В последнем матче сезона клуб встретился с «Манстером» на «Кингспан Стэдиум» в Белфасте. Уже в первой половине матча «Воины» занесли три попытки, ирландцы же сумели ответить лишь одной. Четвёртую попытку приземлил Финн Расселл, который был абсолютно точен при исполнении реализаций, и «Уорриорз» выиграли с общим счётом 31:13. Победа клуба в Про12 стала первым крупным титулом в профессиональную эру не только для «Глазго Уорриорз», но и для шотландского регби в целом. Дополнением к этому стал второй подряд триумф в Melrose Sevens.
Перед началом сезона 2015/16 команду покинуло множество игроков, обеспечивших первый титул клуба, — бессменный капитан Эл Келлок, Дуги Холл, Майк Блэр (все закончили карьеру), Даниэль ван дер Мерве, Юэн Мюррей и другие, поэтому защита титула стала для «Глазго» сложной задачей. Кроме того, осенью 2015 года прошёл очередной чемпионат мира, в котором принял участие 21 игрок «Уорриорз» из разных национальных сборных. Это также осложнило задачу для клуба, хотя впоследствии дало шанс многим молодым игрокам получить опыт игры в основном составе. Все эти факторы не позволили выступать в Про12 так же успешно, как в два предыдущих года, и «Воины» заняли в турнирной таблице третье место, что означало гостевой полуфинальный матч с «Коннахтом». Уже на первых минутах полуфинального матча двое игроков «Глазго» покинули матч из-за неудачного столкновения — ключевой игрок предыдущего сезона Финн Расселл и молодой проп Зандер Фагерсон. Матч закончился победой ирландского клуба, который сумел использовать все редкие шансы увеличить преимущество, со счётом 16:11.
В сезоне 2016/17 «Воины» финишировали вторыми в группе Кубка европейских чемпионов и впервые в своей истории сумели выйти в плей-офф самого престижного еврокубка, обыграв по два раза «Расинг 92» и «Лестер Тайгерс». Жеребьёвка перед четвертьфиналами свела шотландцев с «Сарацинами», защищавшими свой титул. «Уорриорз» не сумели ничего противопоставить английской команде и потерпели поражение со счётом 13:38, при этом «Саррис» продлили свою серию до 16 еврокубковых игр без поражений и прошли в свой пятый полуфинал подряд. Итоги Про12 стали для клуба из Глазго более безрадостными — впервые с момента преобразования Кельтской лиги в 2011 году «Воины» не сумели выйти в плей-офф. Впрочем, команда завоевала Кубок 1972 года (43:41 по сумме двух встреч) и финишировала выше своих принципиальных соперников, тем самым обеспечив себе место в главном еврокубке.

## Противостояние с «Эдинбургом»
Матчи «Глазго Уорриорз» и «Эдинбурга» — визитная карточка шотландского клубного регби и одно из наиболее принципиальных регбийных противостояний Европы. История соперничества берёт своё начало в 1872 году, когда на поле в одном из районов Гамильтона Бёрнбанке команда представителей любительских клубов из Эдинбурга обыграла соперников из Глазго. С 2007 года два матча между уже профессиональными клубами из двух крупнейших городов Шотландии носят название Кубка 1872 года и проходят в рамках Про12. Победителем считается команда, победившая по сумме очков в двух матчах. Традиционно обе встречи проходят в конце декабря (в День подарков) и начале января, однако перед сезоном 2016/17 организаторы чемпионата решили отказаться от этой традиции в пользу идеи «Больших уикендов» — нескольких туров на протяжении турнира, в которых сойдутся пары принципиальных соперников — дерби между ирландскими, валлийскими (так называемый «Судный день») и итальянскими командами.

## Стадион
До сезона 2012/13 домашней ареной «Глазго Уорриорз» в разные годы были стадионы «Хьюэнден» и «Фёрхилл». Летом 2012 года клуб переехал на «Скотстаун», который c 2009 года использовался как тренировочная база команды. Муниципальный совет Глазго и Шотландский регбийный союз постоянно модернизируют арену — так было перед Играми Содружества 2014 года и по мере улучшения результатов и увеличения популярности клуба. Так как вместимости в 6 тысяч человек уже не хватает, чтобы вместить всех болельщиков команды, перед важными и решающими матчами клуб устанавливает дополнительные трибуны, увеличивая количество мест вплоть до 10 тысяч. Последние работы на стадионе прошли летом 2016 года — из-за дождливой зимы газон на «Скотстауне» пришёл в негодность и городскими и спортивными чиновниками было принято решение о замене покрытия на искусственное.

Стадионы «Глазго Уорриорз»
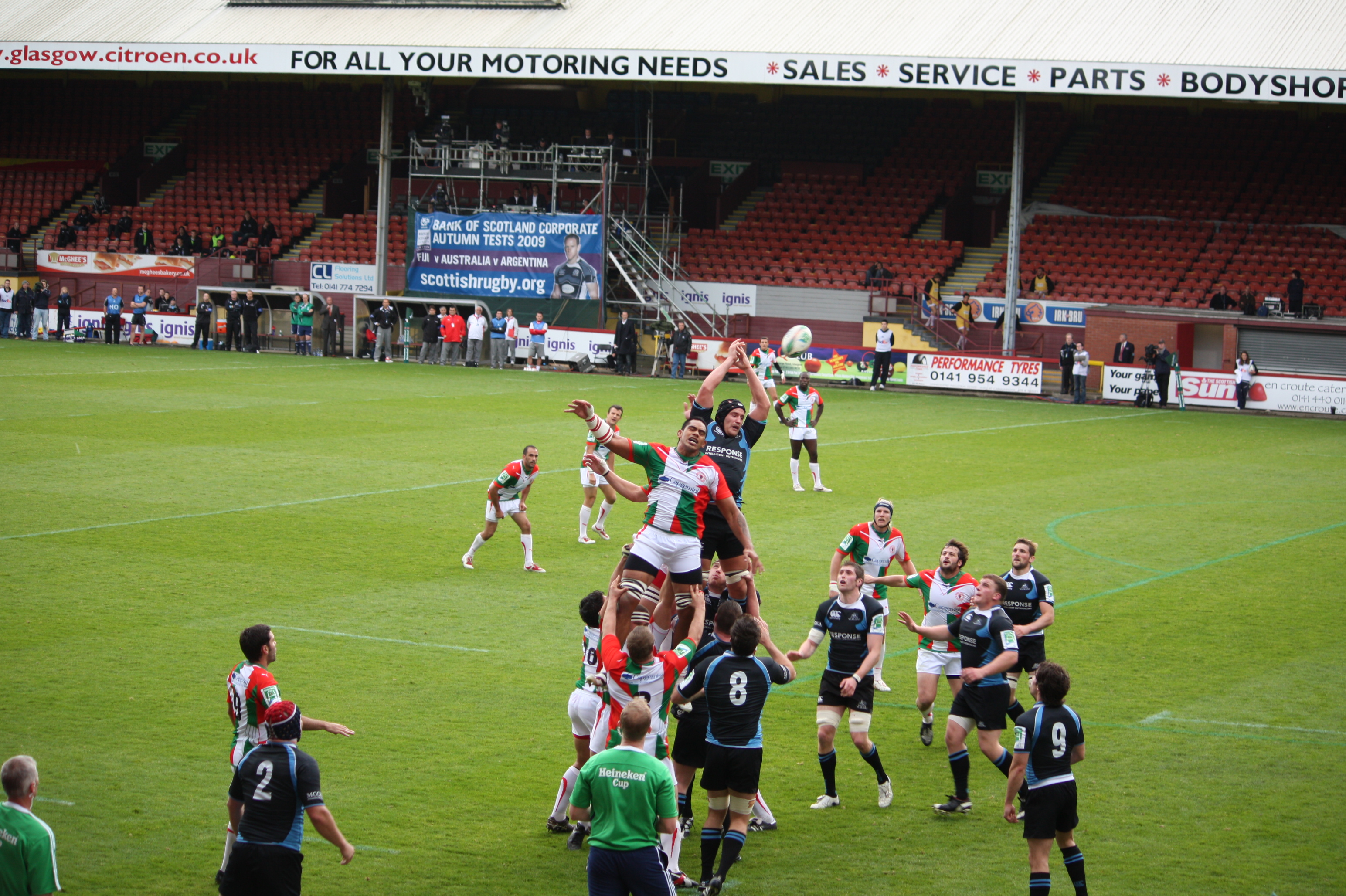
Регбисты «Глазго Уорриорз» принимают соперников из «Биаррица» на «Фёрхилле».
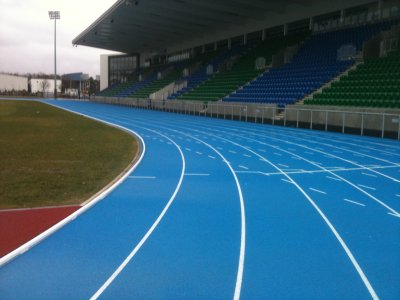
Вид на главную трибуну «Скотстауна».

## Болельщики
В 2012 году был основан официальный клуб болельщиков «Глазго Уорриорз» — «16-й воин» (англ. The XVIth Warrior). Организация устраивает регулярные встречи и прямые линии с игроками и персоналом клуба, совместные выезды на гостевые матчи, а штаб-квартира фан-клуба находится на стадионе «Скотстаун». Сами же болельщики известны как Нация Воинов (англ. Warriors Nation).
В годы, предшествовавшие первому чемпионству клуба, количество болельщиков, поддерживающих команду на трибунах «Скотстаун Стэдиум», неуклонно росло. Так, в сезоне 2013/14 средняя посещаемость составила около 6 тысяч человек В следующем после чемпионства году только количество проданных абонементов составило 4,5 тысячи, а домашняя арена полностью заполнялась в 9 матчах. В гостевых матчах количество болельщиков разнится от нескольких сотен на матчах против итальянских клубов до нескольких тысяч на матчах Кубка 1872 года на «Мюррейфилде». На финальных матчах против «Ленстера» и «Манстера» в 2014 и 2015 годах, в Дублине и Белфасте соответственно, присутствовало не менее 5 тысяч болельщиков «Воинов».

## Достижения

### Титулы
- Про12
  - Победитель (2): 2014/15[34], 2023/24.
  - Финалист: 2013/14[31].
  - Кубок 1872 года (7): 2007/08[55], 2009/10, 2010/11, 2011/12, 2012/13[56], 2013/14[57], 2016/17[40].
- Межрайонный чемпионат Шотландии
  - Победитель: 1999/2000[10]
- Melrose Sevens
  - Победитель (2): 2014[32], 2015[35].

### Сезоны
Домашний чемпионат
| Межрегиональный чемпионат | Валлийско-Шотландская лига | Кельтская лига | Про12 |

| Сезон   | Место          | Игр | В  | Н | П  | О+  | О-  | О±   | БО | Очков | Примечания                               |
| ------- | -------------- | --- | -- | - | -- | --- | --- | ---- | -- | ----- | ---------------------------------------- |
| 1996/97 | 2-е            | 3   | 2  | 0 | 1  | 63  | 51  | +12  | -  | 4     |                                          |
| 1997/98 | 2-е            | 3   | 2  | 0 | 1  | 66  | 29  | +37  | -  | 4     | Вторые по количеству попыток             |
| 1998/99 | 2-е            | 3   | 1  | 0 | 2  | 32  | 97  | -65  | -  | 2     |                                          |
| 1999/00 | 1-е            | 3   | 2  | 0 | 1  | 104 | 56  | +48  | -  | 4     | Победа по сумме матчей 2:1               |
| 1999/00 | 10-е           | 22  | 8  | 1 | 13 | 488 | 621 | -133 | -  | 25    |                                          |
| 2000/01 | 7-е            | 22  | 12 | 0 | 10 | 645 | 608 | +37  | -  | 36    |                                          |
| 2001/02 | 8-е            | 20  | 8  | 1 | 11 | 475 | 527 | -52  | -  | 25    |                                          |
| 2001/02 | 3-е (Группа А) | 7   | 4  | 1 | 2  | 204 | 172 | +32  | -  | 13    | Поражение от «Ленстера» в полуфинале     |
| 2002/03 | 3-е            | 8   | 2  | 1 | 5  | 144 | 210 | -66  | 1  | 11    |                                          |
| 2002/03 | 2-е (Группа B) | 7   | 5  | 0 | 2  | 216 | 166 | +50  | 3  | 23    | Поражение от «Ольстера» в четвертьфинале |
| 2003/04 | 11-е           | 22  | 6  | 1 | 15 | 442 | 614 | -172 | 6  | 32    |                                          |
| 2004/05 | 6-е            | 20  | 8  | 1 | 11 | 465 | 466 | -1   | 11 | 45    |                                          |
| 2005/06 | 11-е           | 22  | 5  | 0 | 15 | 371 | 439 | -68  | 9  | 37    |                                          |
| 2006/07 | 7-е            | 20  | 11 | 0 | 9  | 434 | 419 | +15  | 5  | 49    |                                          |
| 2007/08 | 5-е            | 18  | 10 | 1 | 7  | 340 | 349 | -9   | 4  | 46    |                                          |
| 2008/09 | 7-е            | 18  | 7  | 0 | 11 | 349 | 375 | -26  | 9  | 37    |                                          |
| 2009/10 | 3-е            | 18  | 11 | 2 | 5  | 390 | 321 | +69  | 3  | 51    | Поражение от «Оспрейз» в полуфинале      |
| 2010/11 | 11-е           | 22  | 6  | 1 | 15 | 401 | 543 | -142 | 7  | 33    |                                          |
| 2011/12 | 4-е            | 22  | 13 | 4 | 5  | 445 | 321 | +124 | 5  | 65    | Поражение от «Ленстера» в полуфинале     |
| 2012/13 | 3-е            | 22  | 16 | 0 | 6  | 541 | 324 | +217 | 12 | 76    | Поражение от «Ленстера» в полуфинале     |
| 2013/14 | 2-е            | 22  | 18 | 0 | 4  | 484 | 309 | +175 | 7  | 79    | Поражение от «Ленстера» в финале         |
| 2014/15 | 1-е            | 22  | 16 | 1 | 5  | 540 | 360 | +180 | 9  | 75    | Победа над «Манстером» в финале          |
| 2015/16 | 3-е            | 22  | 13 | 1 | 7  | 557 | 380 | +177 | 14 | 72    | Поражение от «Коннахта» в полуфинале     |
| 2016/17 | 6-е            | 22  | 11 | 0 | 11 | 540 | 464 | +76  | 14 | 58    |                                          |

Еврокубки
| Европейский кубок вызова | Кубок Хейнекен / Кубок европейских чемпионов |

| Сезон   | Место          | Игр | В | Н | П | О+  | О-  | О±   | БО | Очков | Примечания                                       |
| ------- | -------------- | --- | - | - | - | --- | --- | ---- | -- | ----- | ------------------------------------------------ |
| 1996/97 | 5-е (Группа А) | 5   | 1 | 0 | 4 | 113 | 202 | -89  | -  | 2     |                                                  |
| 1997/98 | 2-е (Группа 2) | 6   | 3 | 0 | 3 | 132 | 167 | -35  | -  | 6     | Поражение от «Лестер Тайгерс» в отборочном матче |
| 1998/99 | 4-е (Группа 4) | 6   | 2 | 0 | 4 | 121 | 187 | -66  | -  | 4     |                                                  |
| 1999/00 | 3-е (Группа 1) | 6   | 2 | 0 | 4 | 130 | 179 | -49  | -  | 4     |                                                  |
| 2000/01 | 4-е (Группа 6) | 6   | 1 | 0 | 5 | 137 | 227 | -90  | -  | 2     |                                                  |
| 2001/02 | 3-е (Группа 5) | 6   | 2 | 1 | 3 | 126 | 198 | -72  | -  | 5     |                                                  |
| 2002–03 | 3-е (Группа 3) | 6   | 2 | 0 | 4 | 86  | 185 | +74  | -  | 19    |                                                  |
| 2003/04 | 2-й раунд      | 4   | 3 | 0 | 1 | 107 | 66  | +41  | -  | -     |                                                  |
| 2004/05 | 4-е (Группа 3) | 6   | 0 | 0 | 6 | 107 | 186 | -79  | 2  | 2     |                                                  |
| 2005/06 | 4-е (Группа 5) | 6   | 1 | 0 | 5 | 131 | 190 | -59  | 2  | 6     |                                                  |
| 2006/07 | 2-е (Группа 2) | 6   | 4 | 1 | 1 | 204 | 72  | +132 | 4  | 22    | Поражение от «Сарацинов» в четвертьфинале        |
| 2007/08 | 3-е (Группа 4) | 6   | 3 | 0 | 3 | 130 | 127 | +3   | 4  | 16    |                                                  |
| 2008/09 | 3-е (Группа 5) | 6   | 2 | 0 | 4 | 134 | 150 | -16  | 4  | 12    |                                                  |
| 2009/10 | 3-е (Группа 2) | 6   | 2 | 0 | 4 | 120 | 140 | -20  | 1  | 9     |                                                  |
| 2010/11 | 3-е (Группа 6) | 6   | 3 | 0 | 3 | 116 | 141 | -25  | 0  | 12    |                                                  |
| 2011/12 | 2-е (Группа 3) | 6   | 2 | 1 | 3 | 131 | 190 | -59  | 2  | 12    |                                                  |
| 2012/13 | 4-е (Группа 4) | 6   | 1 | 0 | 5 | 70  | 105 | -35  | 2  | 6     |                                                  |
| 2013/14 | 4-е (Группа 2) | 6   | 2 | 0 | 4 | 98  | 130 | -32  | 3  | 11    |                                                  |
| 2014/15 | 3-е (Группа 4) | 6   | 3 | 0 | 3 | 108 | 84  | +24  | 3  | 15    |                                                  |
| 2015/16 | 3-е (Группа 3) | 6   | 3 | 0 | 3 | 114 | 96  | +18  | 2  | 14    |                                                  |
| 2016/17 | 2-е (Группа 1) | 6   | 4 | 0 | 2 | 16  | 86  | +74  | 3  | 19    | Поражение от «Сарацинов» в четвертьфинале        |

## Игроки

### Текущий состав
Состав команды перед сезоном 2017/18.

### Команда года в Про12
Следующие игроки попадали в Команду года Кельтской лиги или Про12:
| Сезон   | Игроки                                                    |
| ------- | --------------------------------------------------------- |
| 2006/07 | Юэн Мюррей                                                |
| 2007/08 | ———                                                       |
| 2008/09 | ———                                                       |
| 2009/10 | Джон Барклай, Алистер Келлок, Дэн Паркс                   |
| 2010/11 | Ричи Грей                                                 |
| 2011/12 | Том Райдер, Данкан Уир, Джон Уэлш                         |
| 2012/13 | Райан Грант, Алистер Келлок, Никола Матавалу, Стюарт Хогг |
| 2013/14 | Алекс Данбар                                              |
| 2014/15 | Томми Сеймур, Питер Хорн, Джош Штраус                     |
| 2015/16 | Леоне Накарава                                            |
| 2016/17 | Томми Сеймур                                              |

## Известные игроки

### «Центурионы»
В список «центурионов» попадают игроки, сыгравшие не менее 100 матчей за клуб.
- Крис Фузаро[англ.] (2010—2021): 183 матча
- Питер Хорн[англ.] (2009—2021): 182 матча
- Грэм Моррисон[англ.] (2003—2013): 176 матчей
- Пэт Макартур[англ.] (2007—2018): 165 матчей
- Джон Петри[англ.] (1998—2007): 156 матчей
- Алистер Келлок (2006—2015): 156 матчей
- Гордон Буллок[англ.] (1996—2005): 151 матч
- Дуги Холл[англ.] (1999—2002, 2007—2014): 151 матч
- Морей Лоу[англ.] (2006—2014): 150 матчей
- Томми Сеймур[англ.] (2011—2021): 150 матчей
- Джон Барклай (2005—2013): 148 матчей
- Грэм Беверидж[англ.] (1998—2007): 147 матчей
- Генри Пиргос (2010—2018): 147 матчей
- Кевин Ткачук[англ.] (2004—2011): 146 матчей
- Дэн Паркс (2003—2010): 143 матча
- Эндрю Хендерсон[англ.] (2000—2009): 140 матчей
- Никола Матавалу[англ.] (2012—2015, 2017—2021): 138 матчей
- Тим Суинсон[англ.] (2012—2020): 137 матчей
- Джонни Битти[англ.] (2004—2012): 137 матчей
- Дэн Тёрнер[англ.] (2004—2010): 135 матчей
- Донни Макфадьен[англ.] (1999—2008): 132 матча
- Колин Грегор[англ.] (2003—2011): 130 матчей
- Джеймс Эдди[англ.] (2004—2016): 126 матчей
- Фергюс Томсон[англ.] (2002—2013): 124 матча
- Ди Ти Эйч ван дер Мерве[англ.] (2009—2015, 2017—2020): 123 матча
- Стюарт Хогг (2010—2019): 121 матч
- Хефин О’Хара[англ.]: (2005—2011): 121 матч
- Алекс Данбар[англ.] (2009—2019): 119 матчей
- Питер Мерки[англ.] (2009—2017): 116 матчей
- Томми Хэйес[англ.] (1997—2003): 115 матчей
- Шон Ламонт[англ.] (2003—2005, 2012—2017): 113 матчей
- Гордон Рид (2010—2017): 113 матчей
- Алан Буллок[англ.] (1996—2004): 112 матчей
- Райан Грант (2010—2017, 2017—2018): 112 матчей
- Джонни Грей (2012—2020): 110 матчей
- Джон Уэлш[англ.] (2008—2015): 110 матчей
- Алекс Аллан[англ.] (2014—2021): 109 матчей
- Сэм Пиндер[англ.] (2003—2009): 106 матчей
- Джош Штраус[англ.] (2012—2017): 104 матчей
- Глен Меткалф[англ.] (1996—2004): 102 матча
- Эд Калман[англ.] (2007—2014): 101 матч
- Гордон Макилуэм[англ.] (1996—2002): 100 матчей
- Ли Харрисон[англ.] (2000—2006): 100 матчей

## Тренеры
Текущий тренерский состав
- Дэйв Ренни — главный тренер (с начала сезона 2017/2018)[63]
- Майк Блэр — ассистент главного тренера[58]
- Кенни Мюррей — ассистент главного тренера[58]
- Джейсон О'Халлоран — ассистент главного тренера[58]
- Джонатан Хамфриз — ассистент главного тренера[58]